# 말런 루뎃
말런 루뎃(Marlon Roudette, 1983년 1월 5일 ~ )은 잉글랜드의 가수이다.